# Сервій Корнелій Лентул Малугінен
Се́рвій Корне́лій Ленту́л Малугіне́н (лат. Servius Cornelius Lentulus Maluginensis; 30 рік до н. е. — 23 рік н. е.) — політичний діяч ранньої Римської імперії, консул-суффект 10 року.

## Життєпис
Походив з патриціанського роду Корнеліїв, його гілки Лентулів. Син Гнея Корнелія Лентула, квестора 29 року до н. е. У 11 році до н. е. Сервія Корнелія призначено на посаду жерця—фламіна Юпітера. У 10 році н. е. його обрано консулом-суффектом. У 22 році сенат зажадав надати йому проконсульство у провінції Азія всупереч традиції, яка забороняла фламіну Юпітера залишати Рим. Сенатори передали вирішення цього питання імператорові та верховному понтифіку Тиберію. Той вирішив, що фламін Юпітера не має права керувати провінцією. Після цього Сервій Корнелій Лентул Малугінен не займався державницькими справами.

## Родина
Дружина — Косконія.
Діти:
- Косконія Галіта
- Сервій Корнелій Лентул Цетег, консул 24 року.
- Корнелій Лентул Малугінен, фламін Юпітера з 23 року.